# Красильщик Ісаак Матвійович
Ісаа́к Матві́йович (І́цик Мо́йшевич) Краси́льщик (14 квітня1857, Кишинів — 16 листопада 1921, Кишинів) — російський ентомолог, що працював в Україні. Один з перших у світі розробників мікробіологічних способів захисту рослин.

## Біографія
І. М. Красильщик народився 1857 року в Кишиневі (Бессарабська губернія), закінчив місцеву гімназію і природниче відділення фізико-математичного факультету Імператорський Новоросійський університет (1882).
Того ж року він захистив дисертацію «К истории развития и систематике рода Polytoma Ehrenberg». У ній досліджено рід одноклітинних зелених водоростей. Основний зміст роботи викладений у «Записках Новороссийского общества естествоиспытателей» (1882) та журналі «Zoologischer Anzeiger» (1882). Робота виконана під керівництвом знаного біолога Л. С. Ценковського. Здобувши після її захисту ступінь доктора природознавства (PhD), І. Красильщик надалі підтримував тісні контакти із І. І. Мечниковим. Ісаак Матвійович наступні роки працював у галузі прикладної ентомології у Бессарабській, Подільській, Полтавській та Херсонській губерніях. Він вивчав зародження саранових зграй у дельті Дунаю. З 1883 року був розслідувачем-експертом одеської Філоксерної комісії Спілки сільського господарства Південної Росії.
Того ж року його запросили до Сміли (нині Черкаської області) на щойно засновану дослідну станцію в маєтку графа О. О. Бобринського. Тут молодий біолог мав на практиці перевірити ефективність щойно відкритого І. І. Мечніковим мікробіологічного методу для боротьби з буряковим довгоносиком. Тут у 1884 році І. Красильщик налагодив промислове виробництво грибка мускардини — паразита довгоносиків.
Після вимушеного згортання цих робіт І. М. Красильщик працював у Кишиневі. Після єврейських погромів у цьому місті разом з родиною виїхав до Берліна, де і жив у 1905—1907 роках, а потім повернувся до Кишинева. Похований на єврейському цвинтарі у Бендерах.

### Сім'я
- Дружина (другий шлюб з 1891 року) Рахіль Менделевна, уроджена Фукельман (згодом Роза і Раіса Михайлівна Красильщик)(? — 1906) — донька бессарабського купця 2-ї гільдії Менделя Лейбовича Фукельмана
- Син Михайло Ісаакович Красильщик (1892, Кишинів — 1959, там же) — хірург, доктор медичних наук, професор кафедри шпитальної хирургії Кишинівського медичного інституту, зав. хірургічним відділенням Кишинівської єврейської лікарні (до 1941 року) і 2-ї міської лікарні (до 1959 року); автор праць по хірургії щитоподібної залози.
- Син Олександр Ісаакович Красильщик (1893—1936)
- Син Леонід Ісаакович Красильщик (1904—?)
- Донька Зинаїда Ісааківна Красильщик (1896—1949, Єкатеринбург) — до 1917 року навчалася у Київському медичному інституті, закінчила економічний факультет Інституту червоної професури при ЦВК СРСР (Москва) (1927), працювала викладачем у Свердловську і Пермі, здобула звання професора; репресована[3]

## Науково-практична діяльність
Вивчаючи хвороби бурякового довгоносика, І. М. Красильщик відкрив збудника «червоної мюскардини» — Tarichium uvella Krass. (= Sorosporella uvella Krass.), від якої довгоносики гинуть. Він також продовжував дослідження І. І. Мечникова стосовно боротьби зі шкідником зернових — хлібним жуком-кузькою.
У Смілі І. Красильщик за досить короткий строк опанував основні методики вивчення хвороб комах і налагодив виробництво грибка мускардини на розбавленому пивному суслі. О. Бобринський погодився віддати одну зі своїх будівель під «мускардиновий завод». І. Красильщику вдалося максимально механізувати технологію, робочі виконували лише нескладні операції. Установка в Смілі виробила за чотири місяці 1884 року 54 кг спор. Лабораторні перевірки препарату (суміші спор і піску) виявили його високу ефективність у знищенні шкідника. Для виробничого випробовування на плантаціях буряку потрібно було 400 кг мускардини. 1885 року Спілка цукрозаводчиків асигнувала 10 тис. золотих карбованців на масштабні випробовування, завод модернізовали. Технологія розведення грибка вимагала доробки. Однак, через загальну кризу цукрової промисловості програма виробничих експериментів лишилася невиконаною.
І. М. Красильщик у 1892 р. виділив із личинок пластинчатовусих жуків не лише гриби, а й два види ентомопатогенних бактерій: Bacillus septicus insectorum (спричиняла загибель жуків удвічі-втричі рази швидше, ніж мюскардина) і Bacillus tracheїtis sive graphitosis (від неї гинули навіть великі личинки травневого хруща.
У Кишиневі вчений заснував «Бесарабське товариство природознавців та любителів природознавства» при Зоологічному сільськогосподарському та ремісничому музеї Бессарабського губернського земства (1904). У 1911 році при цьому ж земстві він організував у Біо-ентомологічну станцію, яку і очолював до 1915 року.
У його творчому доробку понад 50 праць із захисту рослин — від сарани, лучного метелика, метеликів-плодожерок, жуків тощо. Декілька праць вийшли друком у французьких наукових виданнях.
Цікавий напрям робіт І. М. Красильщика як винахідника. Він розробив і успішно випробував цинкові кільця, які фіксувалися на стовбурах дерев для ловіння комах. Цей винахід експонувався на виставці у Києві. Для облаштування протисаранових канав ентомолог розробив спеціальну мотику (1885).
На початку своєї наукової кар'єри вчений описав як нові для науки один рід і два види Джгутикових.

## Основні праці
- Грибные болезни, как средство в борьбе с насекомыми, повреждающими свекловичные плантации. Западное киевское отделение Императорского русского технологического общества, 1885.
- О грибных болезнях у насекомых: С приложением описания двух новых для виноградных кустов в Бессарабии грибных болезней. Одесса: Типография «Одесского вестника», 1886.
- О системе в исследовании виноградников при сплошных осмотрах. Одесса: Издательство Одесской филлоксерной комиссии. Типография Е. Фесенка, 1888.
- Бродильные грибки и их влияние на улучшение качества виноградного вина. СПб, 1891.* К вопросу о действии ядов на насекомых // Труды Бюро по энтомологии. — 1903. — Т. 4, № 3. — 26 с.
- Отчёт о работах по борьбе с филлоксерою и исследованию виноградников в Кишинёвском уезде в 1893 году. Одесса: Типография Е. И. Фесенка, 1894.
- Саранча в дельте Дуная: Предварительный отчёт о поездке весною 1886 г. для исследования саранчи в Измаильском уезде и в Румынии. Одесса: Типография «Славянская» H. Хрисогелоса, 1886.
- Новые споровики, вызывающие болезни и смертность у насекомых. Кишинёв: Типография Бессарабского губернского правления, 1908.
- К вопросу о дезинфекции растений путём окуривания: Дезинфекция окоренённых виноградных саженцев от филлоксеры. СПб, 1909.
- Некоторые данные из морфологии и биологии яблонной плодожорки (Sarpocapsa pomonella L.) и сливовой плодожорки (Sarpocapsa funebrana Tr.) (с Н. Н. Витковским). Кишинёв: Типография Бессарабского губернского правления, 1912.
- Критическое выступление г. Шевырева: Ответ И. М. Красильщика. Литотипография Ю. И. Гузика, 1913.
- Как бороться с луговым мотыльком. Био-энтомологическая станция при Бессарабском губернском земстве. — К.: Типо-литография "С. В. Кульженко, 1914. [Плакат]
- Био-энтомологическая станция при Бессарабском губернском Земстве. — Кишинев: Типография В. Якубовича, аренд. Н. Гребенщиков [ б.г.]. — 10 с.
- О луговом мотыльке. Био-энтомологическая станция при Бессарабском губернском земстве//Газета «Бессарабская жизнь» от 14.07.1915.

(Див. також Примітки)